# 曹镇乡
曹镇乡，是中华人民共和国河南省平顶山市湛河区下辖的一个乡镇级行政单位。

## 行政区划
曹镇乡下辖以下地区：
曹北村、五虎刘村、河岸李村、宋寨村、张庄村、吉村、彭庄村、曹坑村、泥河村、李三庄村、赵庄村、关庄村、谢庄村、苏庄村、秦庄村、连庄村、杨西村、齐庄村、曹东村、曹西村、齐务村、银王村、焦庄村、李庄村、邢埔村、朱堂村和黄庄村。
2013年褚庄村 陶寨村 杜庄村 王庄村 肖庄村 潘庄村 划分给新成立的河滨办事处。